# Ricardo Carvalho
Ricardo Alberto Silveira Carvalho (18. května 1978 Amarante) je bývalý portugalský profesionální fotbalista, který hrával na pozici středního obránce. Svoji hráčskou kariéru ukončil v roce 2018, a to v dresu čínského klubu Šanghaj Port. Velkou část své kariéry strávil v londýnské Chelsea či španělském Realu Madrid. Mezi lety 2003 a 2016 odehrál také 90 zápasů v dresu portugalské reprezentace, ve kterých vstřelil 5 branek.
V červenci 2019 se stal asistentem trenéra Andrého Villase-Boase na lavičce francouzského klubu Olympique Marseille. 2. ledna 2021 v klubu skončil.

## Klubová kariéra
Ricardo Carvalho se narodil v Amarante v Portugalsku. Zde začal hrát za místní fotbalový klub Amarante Futebol Clube. Díky svým vynikajícím výkonům si ho všiml portugalský velkoklub FC Porto a v roce 1996 ho přivedl do svého juniorského týmu.
Mezi lety 1997 a 2001 byl na hostováních v Leca FC (zde poprvé nastoupil za profesionály), ve Vitória de Setúbal a v FC Alverca. Ovšem teprve za vlády nyní světoznámého trenéra José Mourinha začal dělat velké skoky kupředu. Upozornil na sebe, když s Portem vyhrál v sezóně 2002/03 jak portugalskou ligu a Taça de Portugal, tak Pohár UEFA. Jeho dobrá forma ho dovedla i do portugalské reprezentace v roce 2003. V následující sezóně vyhrál Carvalho podruhé za sebou portugalskou ligu a poprvé Ligu mistrů UEFA. Po skončení soutěže byl vyhlášen nejlepším obráncem turnaje. V červnu roku 2004 přestoupil do Chelsea FC za €24 milionů. Na Stamford Bridge vyhrál dva tituly v Barclays Premier League za sebou a jeden Carling Cup v prvních dvou sezónách. V létě 2013 přestoupil zadarmo po vypršení smlouvy do francouzského týmu AS Monaco. V lednu 2017 odešel do klubu čínské Superligy Shanghai SIPG.

## Reprezentační kariéra
V A-týmu Portugalska debutoval 11. 10. 2003 v přátelském utkání v Lisabonu proti Albánii (výhra 5:3).

Na mezinárodní scéně Carvalho reprezentoval Portugalsko na EURU 2004 v Portugalsku, na EURU 2008 v Rakousku a Švýcarsku a na Mistrovství světa 2006 v Německu. Došel do finále EURA 2004 a do semifinále Mistrovství světa 2006. Na EURU 2008 Portugalsko vypadlo ve čtvrtfinále.
Dále se představil na Mistrovství světa 2010 v Jihoafrické republice a na EURU 2016 ve Francii, kde Portugalci vyhráli svůj historicky první titul.

## Vyznamenání
- důstojník Řádu prince Jindřicha – Portugalsko, 5. července 2004[3]
- komandér Řádu za zásluhy – Portugalsko, 10. července 2016[3]